# Iynx (magisches Objekt)

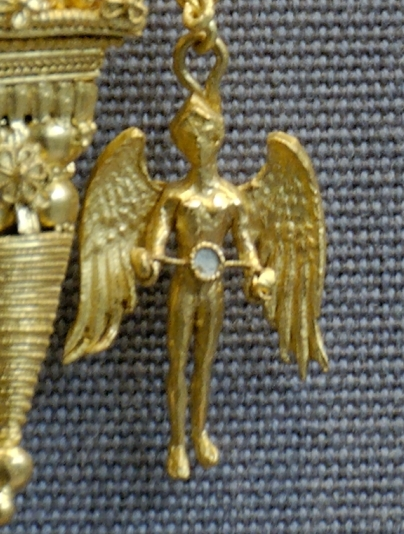
Erosfigur mit Iynx in Händen (Detail eines goldenen Ohrrings, 330–300 v. Chr.)

Die Iynx (altgriechisch Ἴυγξ, Mehrzahl Iynges, lateinisch iunx ‚Wendehals‘, vgl. englisch to jinx ‚verhexen, bezaubern‘) ist in der griechischen Mythologie eine Nymphe, die in einen Vogel verwandelt wird, den Wendehals (wissenschaftlich Jynx torquilla), zugleich der Name des Vogels, der mit einem Zaubergerät verknüpft ist, das in der Antike beim Liebeszauber Verwendung gefunden haben soll. Schließlich war Iynx in der spätantiken Theurgie einer der Daimones.
Die Iynx als magisches Objekt ist ein typisches Attribut von Peitho, der Göttin der erotischen Überredung, aber auch von anderen Begleitern der Aphrodite. Entsprechende Abbildungen auf Vasenmalereien zeigen eine Scheibe mit zwei Löchern, durch die ein Riemen gezogen wird, der verdreht und gespannt wird und dadurch die Scheibe in schnelle Rotation versetzt, wodurch ein schwirrendes oder brummendes Geräusch erzeugt werden soll.

## Mythologie

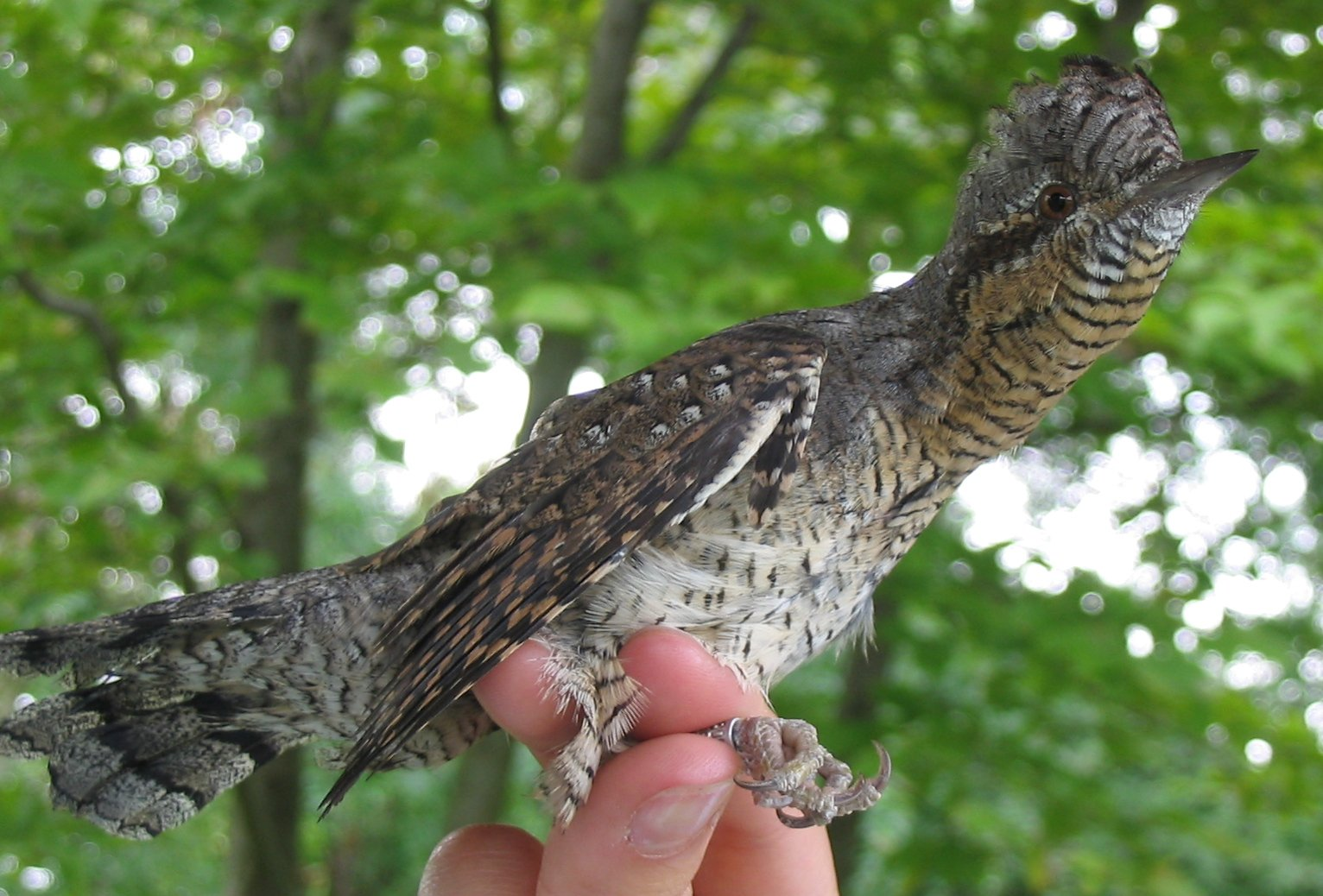
Wendehals

Iynx war eine Dienerin der Io. Durch Zauberei hat sie Zeus zur Liebe mit Io verlockt. Zur Strafe wurde sie von Hera in einen Wendehals verwandelt.
Später lehrte Aphrodite, die Göttin der Liebe und des sinnlichen Begehrens, Jason den Gebrauch dieser Iynx, so dass dieser Medea gewinnen konnte.